# Крушиніно (Калінінградська область)
Крушиніно (рос. Крушинино) — селище Озерського міського округу, Калінінградської області Росії. Входить до складу Новостроєвського сільського поселення.
Населення —  61 особа (2015 рік). 

## Населення
| 2002 | 2010 |
| ---- | ---- |
| 83   | ↘61  |